# Camanche (Iowa)
Camanche – miasto w Stanach Zjednoczonych, w stanie Iowa, w hrabstwie Clinton. 

## Demografia
Zgodnie ze spisem statystycznym z 2000, miasto liczyło 4215 mieszkańców. W 2023 liczba mieszkańców wzrosła nieznacznie do 4552 osób, a gęstość zaludnienia przekracza 186 osób/km².